# (6412) Kaifu
(6412) Kaifu (1993 TL2) – planetoida z pasa głównego asteroid okrążająca Słońce w ciągu 3,62 lat w średniej odległości 2,36 j.a. Odkryta 15 października 1993 roku.